# Церква Святої Трійці (Електроуглі)
Церква Святої Трійці (у Кам’янці) знаходиться у центрі міста Електроуглі. Вона є пам’яткою архітектури.

## Історія

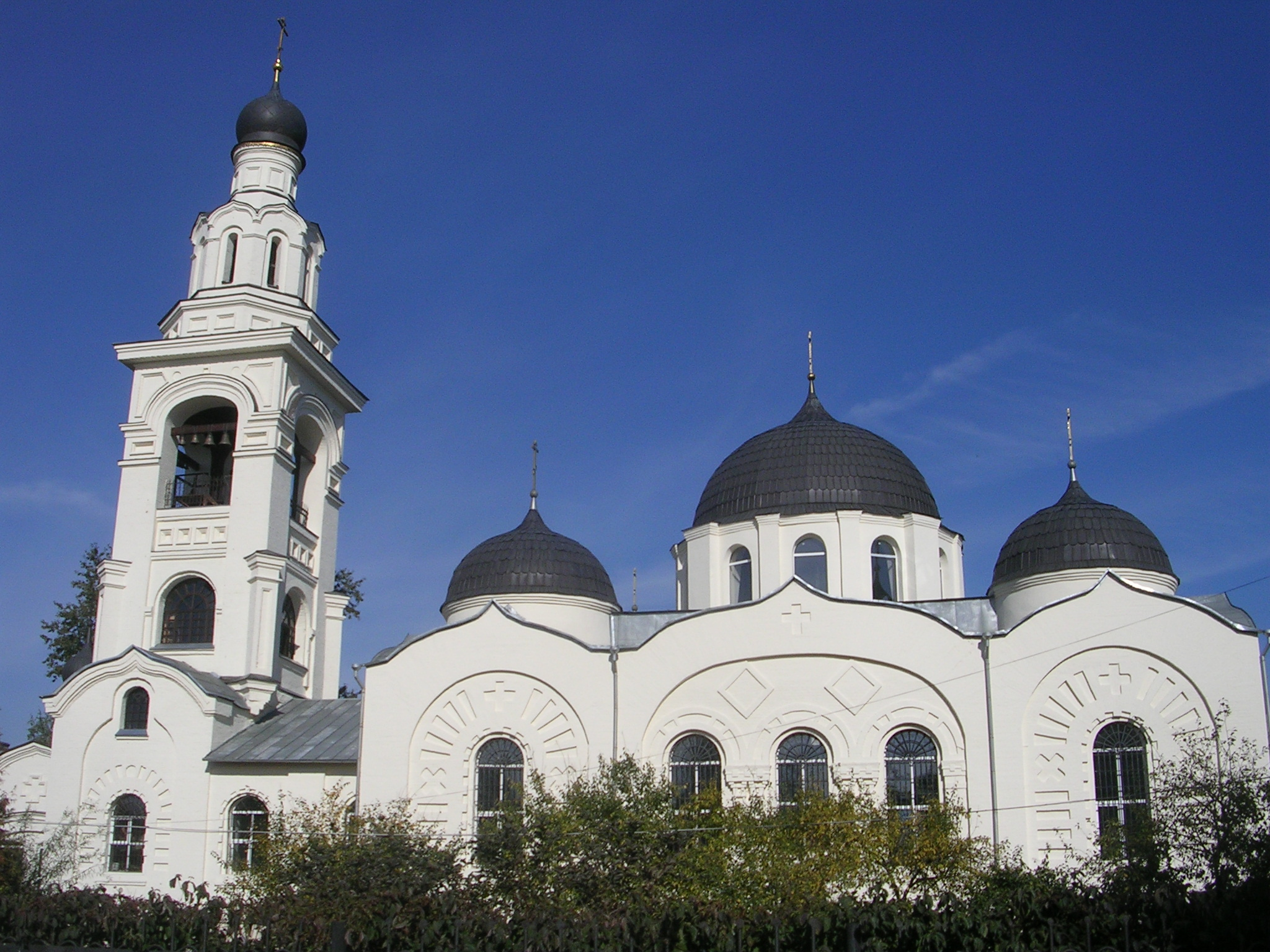

Церква Святої Трійці була заснована 1897 року. Храм (без дзвіниці) був побудований та освячений у 1900 році, а повне освячення храму відбулось у 1908 році.
П’ятишатровий, трьохпрестольний храм (центральний престол в ім’я Святої Живоначальної Трійці, південний – в ім’я апостолів Петра і Павла, північний – в ім’я Черніговсько-Гефсиманської ікони Божої Матері) з червоної цегли з трьохярусною дзвіницею, виконаний у візантійсько-новоросійському стилі. З 1938 по 1989 рік храм був зачинений і зазнав суттєвих руйнувань. У 1989 році з ініціативи мешканців міста була зареєстрована церковна община і храм було відновлено. 
Чимало священиків храму у 1930-х роках зазнали репресій, відправлені на заслання, а протоереї Микола Поспелов (1885-1938) та Йоан Державін (1873-1937) – розстріляні на Бутовському полігоні. У 2000 році вони зараховані до лику святих священомучеників, тепер вони покровителі міста.

## Святині
У 1996 році були отримані мощі Священомученика Костянтина Богородського і його заступників, які були страчені більшовиками – першого святого радянського і пострадянського періоду у Московській області. Щороку 21 липня у день Казанської ікони Божої Матері здійснюється традиційний хресний хід до єдиного в околицях однойменного празнику джерелу-колодязю біля села Ісаково де відбувається водосвяття з освяченням джерела і омовінням віруючих.